# Elsa Garrido
Elsa Garrido (nascida 23 de fevereiro 1977) é uma política e ambientalista são-tomense. Ela é a presidente do Movimento Social Democrata / Partido Verde de São Tomé e Príncipe e foi candidata nas eleições presidenciais de São Tomé e Príncipe em 2021.
Garrido se mudou para a França nos anos 1990. Em 2011, ela fundou a ONG Terra Verde, que é dedicada a promover a saúde e aliviar a pobreza em seu país nativo, São Tomé e Príncipe. Em 2017, quando morava em Portugal, ela fez uma greve de fome de 19 dias em protesto a importação de organismos geneticamente modificados na agricultura são-tomense.
Depois de voltar ao seu país natal, em 2017, Garrido fundou o Movimento Social Democrata / Partido Verde de São Tomé e Príncipe, um movimento partidário ambientalista que ela dirige desde então. Nas eleições legislativas de 2018, ela foi a primeira mulher do seu país a liderar um partido político. Ela também se tornou a primeira mulher candidata para aPresidência de São Tomé e Príncipe em 2021. Atualmente, ela trabalha para o Ministério das Obras Pública, Infra-estruturas, Recursos Naturais e Ambiente

## Carreira política
Garrido tinha um papel ativo na fundação do partido ambiental Movimento Social Democrata / Partido Verde de São Tomé e Príncipe. Ela foi eleita como a presidente do partido em novembro de 2017. O partido participou nas eleições municipais e legislativas em 2018, embora nenhum candidato tenha ganhado um posto. Garrido concorreu na eleição presidencial de 2021 sem sucesso, tornando-se a primeira mulher a concorrer para presidente e a primeira mulher líder de um partido político.

## Links externos
- Movimento Social Democrata/Partido Verde de São Tomé e Príncipe
- Terra Verde Arquivado em 2013-06-27 no Wayback Machine  </link>